# Clavariadelphaceae
Famille
Les Clavariadelphaceae sont une famille de champignons agaricomycètes de l’ordre des Gomphales selon Index Fungorum (2 novembre 2013).
Selon MycoBank (2 novembre 2013), cette famille est synonyme de la famille des Gomphaceae qui est le nom valide.
Il présente deux genres : Beenakia qui comporte sept espèces qui sont proches par la forme des hydnums, (sporophore à aiguillons) et Clavariadelphus qui propose une vingtaine d'espèces en forme de grosses massues.[réf. nécessaire]

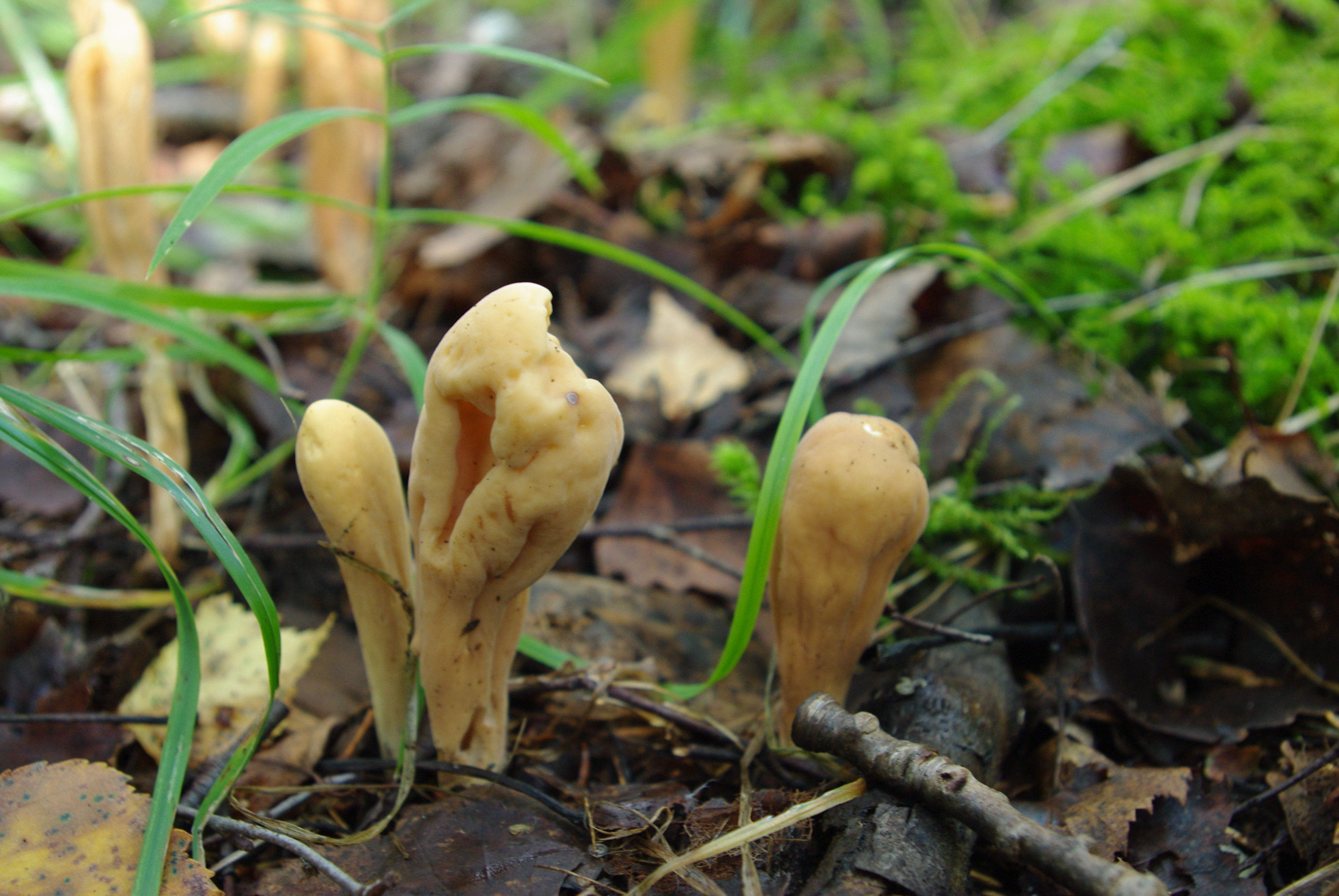
Clavariadelphus pistillaris, Pays Baltes
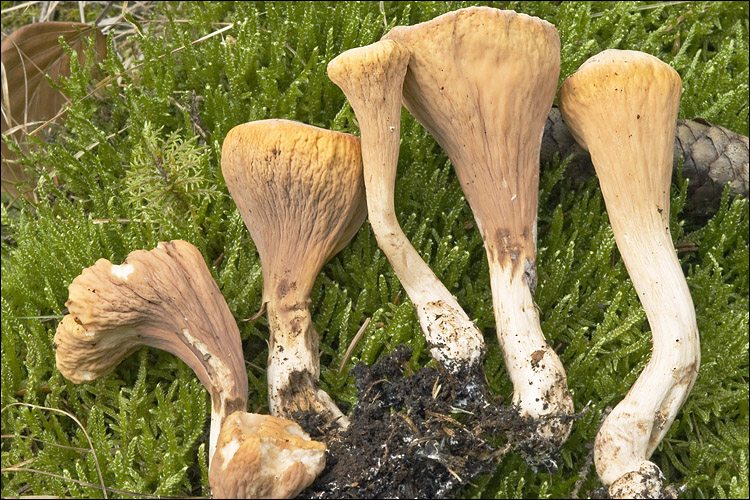
Clavariadelphus truncatus, Slovénie
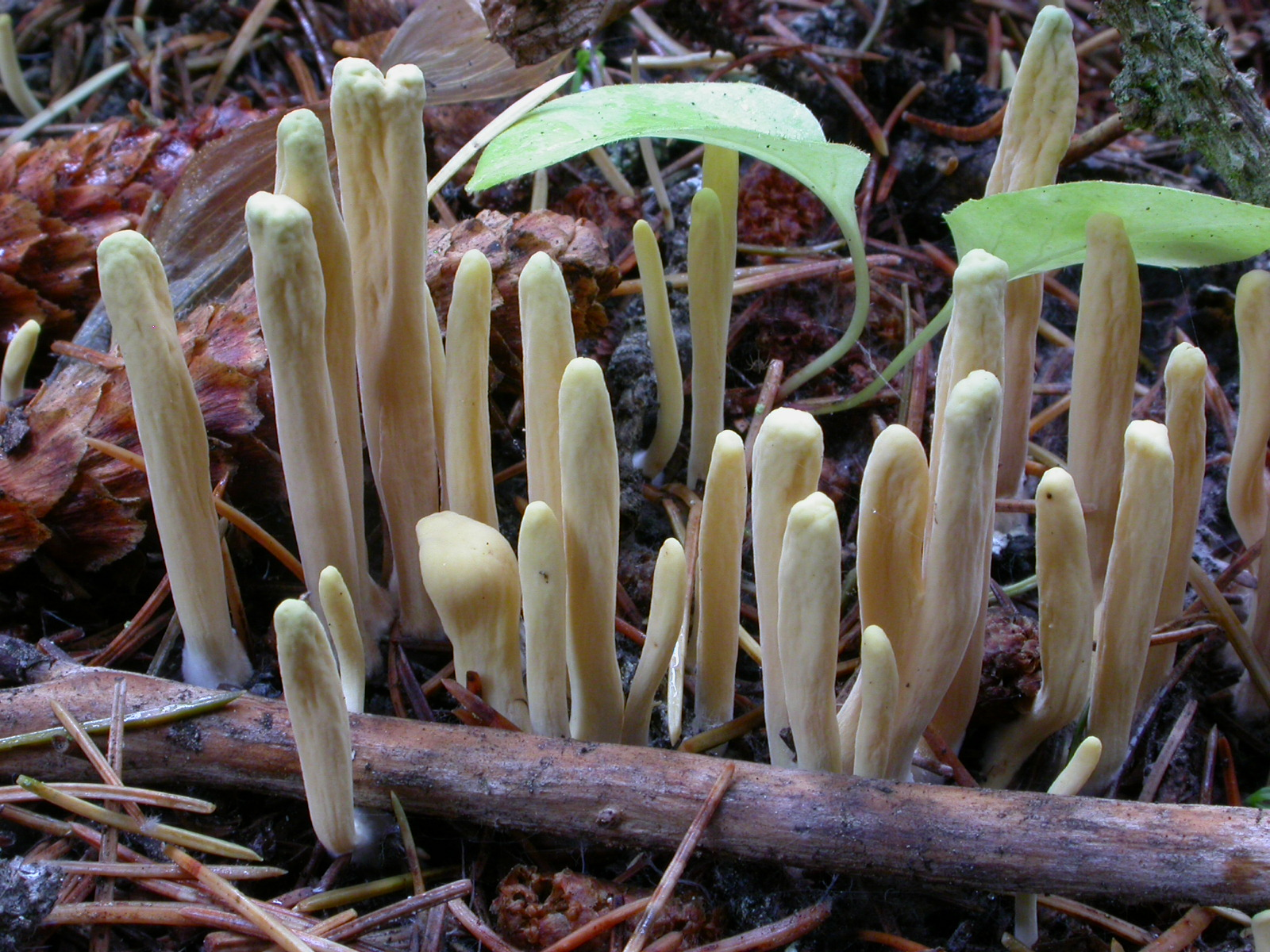
Clavariadelphus ligula, Colombie britannique

## Taxinomie desClavariadelphaceae

### GenreBeenakia
Habitat : Équateur, Guadeloupe, Java, Madagascar, Tunisie, Venezuela, et Vietnam. La plus connue est Beenakia dacostae.[réf. nécessaire]
- Beenakia dacostae (D.A. Reid 1956[3])
- Beenakia fricta (Maas Geest. 1967[4])
- Beenakia fuliginosa
- Beenakia hololeuca
- Beenakia informis
- Beenakia mediterranea
- Beenakia subglobospora

### GenreClavariadelphus
- Clavariadelphus americanus
- Clavariadelphus caespitosus
- Clavariadelphus cokeri
- Clavariadelphus fasciculatus
- Clavariadelphus flavidus
- Clavariadelphus flavoimmaturus
- Clavariadelphus helveticus
- Clavariadelphus himalayensis
- Clavariadelphus lignicola
- Clavariadelphus ligula
- Clavariadelphus mirus
- Clavariadelphus mucronatus
- Clavariadelphus occidentalis
- Clavariadelphus pallidoincarnatus
- Clavariadelphus pistillaris
- Clavariadelphus sachalinensis
- Clavariadelphus subfastigiatus
- Clavariadelphus truncatus (Quél. Donk 1933)
- Clavariadelphus unicolor
- Clavariadelphus xanthocephalus
- Clavariadelphus yunnanensis

## Liste des genres
Selon Catalogue of Life (2 novembre 2013) :
- genre Beenakia
- genre Clavariadelphus